# Фелісіті (Огайо)
Фелісіті (англ. Felicity) — селище (англ. village) в США, в окрузі Клермонт штату Огайо. Населення — 651 особа (2020).

## Географія
Фелісіті розташоване за координатами 38°50′20″ пн. ш. 84°5′55″ зх. д. / 38.83889° пн. ш. 84.09861° зх. д. (38.838942, -84.098481).  За даними Бюро перепису населення США в 2010 році селище мало площу 0,70 км², уся площа — суходіл.

## Демографія
Згідно з переписом 2010 року, у селищі мешкало 818 осіб у 335 домогосподарствах у складі 198 родин. Густота населення становила 1163 особи/км².  Було 374 помешкання (532/км²).
Расовий склад населення:
| - 98,7 % — білих - 0,5 % — корінних американців - 0,2 % — чорних або афроамериканців - 0,1 % — азіатів |

До двох чи більше рас належало 0,4 %. Частка іспаномовних становила 1,2 % від усіх жителів.
За віковим діапазоном населення розподілялося таким чином: 27,8 % — особи молодші 18 років, 60,0 % — особи у віці 18—64 років, 12,2 % — особи у віці 65 років та старші. Медіана віку мешканця становила 37,5 року. На 100 осіб жіночої статі у селищі припадало 87,2 чоловіків;  на 100 жінок у віці від 18 років та старших — 83,0 чоловіків також старших 18 років.
Середній дохід на одне домашнє господарство  становив 30 201 долар США (медіана — 23 526), а середній дохід на одну сім'ю — 38 275 доларів (медіана — 32 750). Медіана доходів становила 29 531 долар для чоловіків та 35 469 доларів для жінок. За межею бідності перебувало 32,0 % осіб, у тому числі 34,1 % дітей у віці до 18 років та 34,1 % осіб у віці 65 років та старших.
Цивільне працевлаштоване населення становило 281 осіб. Основні галузі зайнятості: освіта, охорона здоров'я та соціальна допомога — 26,0 %, роздрібна торгівля — 15,7 %, виробництво — 13,2 %.